# Camerana
Camerana är en ort och kommun i provinsen Cuneo i regionen Piemonte i Italien. Kommunen hade 594 invånare (2018).